# Фторид кобальта(III)
Фтори́д ко́бальта(III) (трифтори́д ко́бальта) — неорганическое вещество с химической формулой CoF3, соединение кобальта и фтора. Относится к классу бинарных соединений, соль кобальта и фтороводородной кислоты. Кристаллическое вещество светло-коричневого цвета. Сильный окислитель.

## Физические свойства
Фторид кобальта(III) — твёрдое вещество светло-коричневого цвета, во влажном воздухе темнеет. Разлагается при температуре 350—700 °C, с водой вступает в реакцию (см. раздел «Химические свойства»).
Имеет тригональную сингонию кристаллической решётки.
В определённых условиях (см. раздел «Получение») образует кристаллогидрат CoF3·3,5H2O со строением [CoF3(H2O)3]·0,5H2O.

## Химические свойства

### Неорганические реакции
Фторид кобальта(III) вступает в следующие реакции:
- при нагревании разлагается с образованием фторида кобальта(II) и фтора

{\displaystyle {\mathsf {2CoF_{3}\ {\xrightarrow {350-700\ ^{\circ }C}}\ 2CoF_{2}\ +\ F_{2}}}}
- в холодной воде (медленно) и холодном разбавленном растворе щёлочи разлагается с образованием метагидроксида кобальта

{\displaystyle {\mathsf {CoF_{3}\ +\ 2H_{2}O\ \longrightarrow \ CoO(OH)\downarrow \ +\ 3HF}}}
{\displaystyle {\mathsf {CoF_{3}\ +\ 3NaOH\ \longrightarrow \ CoO(OH)\downarrow \ +\ 3NaF\ +\ H_{2}O}}}
- при взаимодействии с концентрированными растворами гидрата аммиака и карбоната натрия образует осадки комплексных солей (фторида гексамминокобальта(III) и трикарбонатокобальтата(III) натрия, соответственно)

{\displaystyle {\mathsf {CoF_{3}\ +\ 6(NH_{3}\cdot H_{2}O)\ \longrightarrow \ [Co(NH_{3})_{6}]F_{3}\downarrow \ +\ 6H_{2}O}}}
{\displaystyle {\mathsf {2CoF_{3}\ +\ 6Na_{2}CO_{3}\ \longrightarrow \ 2Na_{3}[Co(CO_{3})_{3}]\downarrow \ +\ 6NaF}}}
- является сильным окислителем, например окисляет воду до кислорода (при кипении), а концентрированную соляную кислоту до хлора, при этом восстанавливаясь до соединений кобальта(II)

{\displaystyle {\mathsf {4CoF_{3}\ +\ 10H_{2}O\ \longrightarrow \ 4Co(OH)_{2}\downarrow \ +\ O_{2}\uparrow \ +\ 12HF\uparrow }}}
{\displaystyle {\mathsf {2CoF_{3}\ +\ 6HCl\ \longrightarrow \ 2CoCl_{2}\ +\ Cl_{2}\uparrow \ +\ 6HF}}}
- вступает в реакцию с пентаоксидом диазота с образованием трифторида азота

{\displaystyle {\mathsf {2CoF_{3}\ +\ 4N_{2}O_{5}\ {\xrightarrow {-70\ -\ +40\ ^{\circ }C}}\ 2Co(NO_{3})_{3}\ +\ 2NF_{3}\ +\ O_{2}}}}

### Органические реакции
Фторид кобальта(III) вступает в реакцию с алканами с образованием перфторалканов. Реакция протекает по свободнорадикальному механизму.

## Получение
Фторид кобальта(III) может быть получен фторированием фторида кобальта(II), хлорида кобальта(II) или метагидроксида кобальта:
{\displaystyle {\mathsf {2CoF_{2}\ +\ F_{2}\ {\xrightarrow {75-200\ ^{\circ }C}}\ 2CoF_{3}}}}
{\displaystyle {\mathsf {2CoCl_{2}\ +\ 3F_{2}\ {\xrightarrow {250-300\ ^{\circ }C}}\ 2CoF_{3}\ +\ 2Cl_{2}}}}
{\displaystyle {\mathsf {4CoO(OH)\ +\ 8F_{2}\ \xrightarrow {250-300\ ^{\circ }C} \ 4CoF_{3}\ +4O_{2}\uparrow +\ 4HF\uparrow }}}
При электролизе раствора фторида кобальта(II) в концентрированной фтороводородной кислоте на аноде образуется осадок 3,5-гидрата фторида кобальта(III):
{\displaystyle {\mathsf {2CoF_{2}\ +\ 2HF\ +\ 7H_{2}O\ {\xrightarrow {0-10\ ^{\circ }C}}\ 2(CoF_{3}\cdot 3,5H_{2}O)\downarrow }}} (анод) {\displaystyle {\mathsf {\ +\ H_{2}\uparrow }}} (катод)

## Применение
Фторид кобальта(III) используется как реагент и катализатор в синтезе перфторуглеводородов.

## Токсичность
Фторид кобальта(III) может вызывать ожоги кожи, глаз, ЖКТ и верхних дыхательных путей.